# Vorsorgeversicherung
In der Haftpflichtversicherung gilt der Grundsatz: Nur im Vertrag genannte Eigenschaften, Rechtsverhältnisse und Tätigkeiten des Versicherungsnehmers sind von der Deckungszusage des Versicherers abgesichert. Risiken, die nach Abschluss einer Haftpflichtversicherung neu entstehen, sind jedoch im Rahmen des bestehenden Vertrags mitversichert (Vorsorgeversicherung gem. den Allgemeinen Versicherungsbedingungen). Eine Vorsorgeversicherung ist somit kein eigenständiger Versicherungszweig, sondern trägt dem Umstand Rechnung, dass weder in der betrieblichen noch der Privathaftpflichtversicherung das versicherte Risiko unverändert bleibt: Gegenüber der Situation bei Abschluss des Vertrages treten zu den bekannten neue Risiken hinzu, vorhandene erweitern sich oder fallen weg. Dennoch bedarf der Versicherungsnehmer umfassenden Versicherungsschutzes, der durch die Vorsorgeversicherung gewährleistet wird:
§ 3.1 Satz 2 und 3 der Allgemeinen Haftpflichtversicherungsbedingungen (AHB) unterscheidet zwischen Erhöhungen und Erweiterungen des versicherten Risikos einerseits und neu hinzutretenden Risiken andererseits. Qualitative oder quantitative Veränderungen bereits bekannter Risiken sind generell mitversichert. Dies kommt zum Tragen, wenn neben einem benannten Hund ein weiterer (Risikoerweiterung ~ quantitative Steigerung des versicherten Risikos) bzw. statt eines Dackels ein Kampfhund (Risikoerhöhung ~ qualitative Steigerung des versicherten Risikos) gehalten wird.
Hat der Versicherungsnehmer bisher überhaupt kein vergleichbares Risiko versichert, tritt also ein neues hinzu, so gewährleistet die Vorsorgeversicherung den Versicherungsschutz in teilweise herabgesetztem Umfang (geringere Deckungssummen!). Das Risiko ist demnach beitragsfrei mitversichert bis zur nächsten Prämienfälligkeit. Voraussetzung ist jedoch, dass der Versicherungsnehmer dann auf Anfrage dem Versicherer das neue Risiko bekannt gibt und sich beide über seine Einbeziehung in den Vertrag einigen. Meldet er das neue Risiko verspätet oder gar nicht oder ist ihm das tarifmäßige Angebot des Versicherers zu teuer, entfällt der Versicherungsschutz rückwirkend ab Eintritt des Risikos.
Die Vorsorgeversicherung setzt nicht voraus, dass das neue Risiko generell unter den Versicherungsschutz des bestehenden Vertrages fiele: Zu einer Privathaftpflichtversicherung können gewerbliche Risiken, etwa das eines Geschäftsbetriebes hinzutreten, ohne dass der Versicherer dies verhindern könnte.
Die Vorsorgeversicherung ist ausgeschlossen für das Risiko der Kfz-Haftpflicht und sonstige versicherungspflichtige Kraft-, Luft- oder Wasserfahrzeuge sowie für sonstige Risiken, die der Versicherungs- oder Deckungsvorsorgepflicht unterliegen.